# La Tentation du bonheur
Albums de Hubert-Félix Thiéfaine
Fragments d'hébétude
(1993) Le Bonheur de la tentation
(1998)
Singles
1. Tita dong-dong song
Sortie : 13 mai 1997

La Tentation du bonheur est le onzième album d'Hubert-Félix Thiéfaine et fut conçu conjointement avec le suivant, Le Bonheur de la tentation. Il exprime un certain retour aux sources, en opposition avec l'escapade aux États-Unis qui a précédé, d'un point de vue musical et par le retour de Tony Carbonare, du groupe Machin, à la production.
La chanson Tita dong-dong song est dédiée au second enfant du chanteur, Lucas, dit « Tita dong-dong » ; elle a été enregistrée le 2 mai 1996 à quinze heures à l'occasion du troisième anniversaire de Lucas Thiéfaine.[réf. nécessaire]

## Pistes
Tous les titres sont signés H.F.Thiéfaine/H.F.Thiéfaine.
1. 24 heures dans la nuit d'un faune - 4:15
2. Critique du chapitre 3 - 3:23
3. La Nostalgie de Dieu - 4:27
4. Orphée nonante huit - 4:11
5. Tita Dong-Dong Song - 4:53
6. Sentiments numériques revisités - 6:33
7. Mojo, dépanneur TV (1948-2023) - 4:28
8. Copyright apéro mundi - 4:53
9. Psychopompes / Métempsychose & sportswear - 4:53
10. Des adieux .../... - 4:06
11. La Philosophie du chaos - 2:58
12. Titre supplémentaire : La nostalgie de Dieu - version acoustique - 1:07

## Crédits
- Chant, Guitares : Hubert-Félix Thiéfaine
- Guitares : Serge Chauvin
- Guitares : Patrice Marzin
- Guitares : Kevin Mulligan
- Guitares : Marco Papazian
- Claviers : Arnaud Dunoyer de Segonzac
- Basse : Pino Palladino
- Basse : Nicolas Fiszman
- Batterie : Steve Ferrone
- Percussions : Luis Jardim
- Chœurs : Yvonne Jones, Carole Fredericks, Debbie Davis, Serge Chauvin
- Violons : Gavin Wright, Wilf Gibson, Jim McLeod, Ben Cruft
- Violons : Vaughan Armon, Boguslav Kostecki, Maciej Rakowski, Dave Nolan
- Violons Alti : George Robertson, Peter Lale, Bob Smissen, Garfield Jackson
- Violoncelles : Tony Pleeth, Martin Loveday
- Chœurs : Octava Alta de Namur dirigé par Benoît Giaux